# Bisinchi
 Bisinchi  là một xã ở tỉnh Haute-Corse trên đảo Corse, Pháp. Xã này có diện tích 12,66 km², dân số năm 1999 là 173 người. Khu vực này có độ cao 500 mét trên mực nước biển.